# De hundra hästarnas kastanj

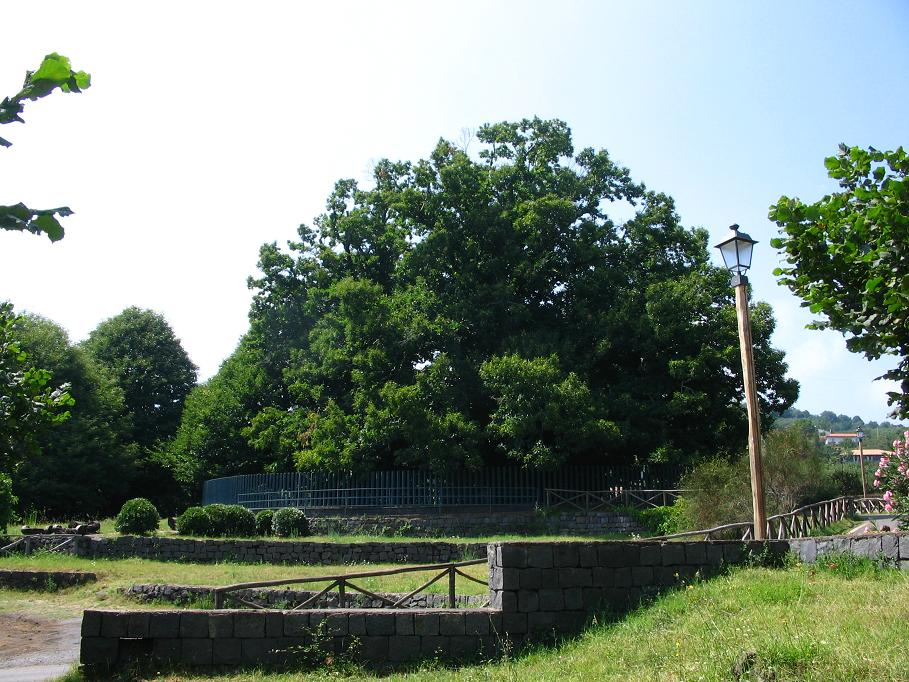
De hundra hästarnas kastanj

De hundra hästarnas kastanj (italienska: Castagno dei Cento Cavalli) är den största och äldsta kastanjen i världen. Det är en äkta kastanj (Castanea sativa). Trädet står efter Linguaglossavägen i Sant'Alfio, på de östra sluttningarna av Etna på Sicilien.
Trädet har rekordet i Guinness rekordbok som trädet med den största omkretsen, 57,9 meter då det mättes 1780. Därefter har trädet delats ovan mark i flera olika stammar, men under markytan delar stammarna samma rötter.
Trädets namn kommer ur en saga där drottningen av Aragonien och hennes sällskap av 100 riddare, under en tur till Etna, drabbades av ett stort åskväder. Hela kavalleriet ska då ha sökt skydd under trädet. Trädet och sagan om det har varit tema i många sånger och poem.